# Flashback (Six Flags Magic Mountain)
Flashback (eerder Z-Force) was een stalen achtbaan van Intamin AG in meerdere Six Flags parken. De achtbaan is afgebroken in 2007.
Flashback opende voor het eerst als Z-Force in 1985 in Six Flags Great America. Omdat de achtbaan niet voldoende bezoekers trok werd de achtbaan verhuisd naar Six Flags Over Georgia eind 1987 en geopend in 1988. De achtbaan kwam uiteindelijk in Six Flags Magic Mountain in 1992.
Door de vele verhuizingen was de baan in 1992 al in slechte staat. Dit werd nog eens bevestigd door de bezoekers die klaagden dat de achtbaan niet lekker reed. Ook maakte de attractie erg veel geluid dat in het naburige waterpark te horen was, dit was de reden dat de baan alleen maar van oktober tot april open was. Daarom is in 2003 besloten om de attractie te slopen en op te slaan in een loods op het park.
Op 23 januari 2007 maakte Six Flags Magic Mountain bekend dat de achtbaan niet meer terugkwam. De achtbaan werd later samen met Psyclone gesloopt.